# Electron Blue
Electron Blue is een nummer van de Amerikaanse rockband R.E.M. uit 2005. Het is de derde single van hun dertiende studioalbum Around the Sun.

## Achtergrondinformatie
"Electron Blue" beschrijft een hallucinogene drug gemaakt van licht. Tijdens concerten heeft frontman Michael Stipe aangegeven dat hij geïnspireerd werd om het nummer te schrijven toen hij een droom kreeg over deze drug. De tekst, die bijna volledig uit rijmende coupletten bestaat, speelt zich volgens Stipe af in de tekst zich af in de toekomst. Het nummer maakt veelvuldig gebruik van de synthesizer en Stipe vergelijkt het met het werk van de Engelse muzikant Brian Eno. Stipe heeft gezegd dat het zijn favoriete track is op "Around the Sun", en één van zijn favoriete R.E.M.-nummers ooit.
Het nummer bereikte geen Amerikaanse hitlijsten, maar bereikte wel een bescheiden 26e positie in het Verenigd Koninkrijk. Ook in het Nederlandse taalgebied viel het nummer buiten de hitlijsten.

## Tracklijst
- Cd-single 1

7"
1. "Electron Blue" – 4:12
2. "What's the Frequency, Kenneth?" (live in Atlanta, October 23, 2004) – 3:50

- Cd-single 2

1. "Sweetness Follows" (live in Cincinnati, October 27, 2004) – 4:05
2. "Leaving New York" (live video, Helsinki January 29, 2005) – 4:48